# Träskön, Kyrkslätt
Träskön eller Storlandet är en ö i Finland. Den ligger i Finska viken och i kommunen Kyrkslätt i landskapet Nyland, i den södra delen av landet. Ön ligger omkring 39 kilometer sydväst om Helsingfors.
Öns area är 76,9 hektar och dess största längd är 1,5 kilometer i sydväst-nordöstlig riktning. Ön höjer sig omkring 25 meter över havsytan.